# تلمبه گروه هجرت
تلمبه گروه هجرت یک منطقهٔ مسکونی در ایران است که در دهستان مشیز واقع شده‌است. تلمبه گروه هجرت ۲۴ نفر جمعیت دارد.